# سکوت (فیلم ۱۹۶۳)
سکوت (به سوئدی: Tystnaden) نام یک فیلم درام سوئدی به کارگردانی اینگمار برگمان محصول سال ۱۹۶۳ است. این فیلم در سایت imdb توانسته نمره‌ی ۷/۷ را کسب کند.

## داستان فیلم
استر (تولین) به همراه خواهرش آنا (لیندبلوم) و پسر ده‌ساله او، یوهان (لیندستروم) در راه مراجعت به سوئد با قطار، در شهری عجیب توقف کوتاهی دارند. تنشی تند و فرساینده میان خواهران وجود دارد؛ استر در عذاب از عارضه‌ای کهنه، نسبت به خواهرش احساس قیومیت می‌کند؛ آنا نیز از این سلطه‌جویی خواهرش بیزار است. یوهان در راهروهای پیچ در پیچ هتل پرسه می‌زند و با آدم‌های مختلفی برخورد می‌کند. آنا با مردی غریبه ملاقات می‌کند. استر آن دو را می‌رباید اما آنا حاضر نیست از معاشرت بامرد چشم بپوشد و به تندی با او رفتار می‌کند. روز بعد، آنا بی‌اعتنا و خونسرد با یوهان سوار قطار می‌شوند و استر محتضر را تحت مراقبت پیشخدمت مسن هتل که زبان استر را نمی‌فهمد، جا می‌گذارند.

## دربارهٔ فیلم
از سیاه‌ترین و خفقان‌آورترین فیلم‌های برگمان که در محیطی تقریباً انتزاعی می‌گذرد. در آن تمام تمرکز بر رابطه آنا و استر گذاشته شده و مملو از جلوه‌های دیگرآزاری و خودویرانگری است. دو خواهر، زنانی در دو قطب حسی متضاد هستند، یکی متمایل به نوعی سلطه‌جویی مردوار و دیگری عاجز از مهار نفسانیت خویش. بی‌پردگی فیلم در زمان نمایش آن جنجال بسیاری برپا کرد. با این حال هدف برگمان آشکارا نه بهره‌برداری تماشاگرپسند از این ویژگی‌ها بلکه تقویت انزجار نسبت به بی‌پردگی عاری از احساس واقعی است. در کنار هم‌چون در یک آینه (۱۹۶۱) و نور زمستانی (۱۹۶۳) بخشی از یک سه‌گانه به‌شمار می‌آید که قرار است بیانگر رنج و عذاب معنوی بشر باشد.